# Kommunalwahlen in Weißenfels
Die Kommunalwahlen in Weißenfels umfassen die Wahlen zum Stadtrat, zum Amt des Oberbürgermeisters sowie die Wahlen zu den Ortschaftsräten und zu den Ämtern der Ortsbürgermeister in der Stadt Weißenfels.

## Stadtratswahlen

### Stadtratswahl 2024
Die Wahl zum Stadtrat der Stadt Weißenfels 2024 fand am 09. Juni statt.
Entsprechend sachsen-anhaltischem Kommunalwahlrecht kann jeder Wähler bis zu drei Stimmen an einen einzelnen Kandidaten vergeben oder seine Stimmen auf mehrere Kandidaten einer oder verschiedener Listen verteilen (siehe auch Kumulieren und Panaschieren).
| |                               |                                                                      |         |         |         |  |  |  |
| Wahlvorschlag                                                                                      | Wahlvorschlag                 | Wahlvorschlag                                                        | Stimmen | Prozent | Sitze   |  |  |  |
| | CDU                           | Christlich Demokratische Union Deutschlands (CDU)                    | 15 688  | 30,91   | 12      |  |  |  |
| | AfD                           | Alternative für Deutschland (AfD)                                    | 12 516  | 24,66   | 10 (3*) |  |  |  |
| |                               | Wir Weißenfelser (WW)                                                | 6 498   | 12,80   | 5       |  |  |  |
| |                               | Wählergruppe Bürger für Weißenfels/Landgemeinden (BfW/Landgemeinden) | 4 456   | 8,78    | 4       |  |  |  |
| | SPD                           | Sozialdemokratische Partei Deutschlands (SPD)                        | 3 243   | 6,39    | 3       |  |  |  |
| | Die Linke                     | Die Linke (DIE LINKE)                                                | 2 875   | 5,66    | 2       |  |  |  |
| |                               | Unser Weißenfels und Ortschaften (UWO)                               | 1 590   | 3,13    | 1       |  |  |  |
| |                               | Bürger für Leißling (BfL)                                            | 720     | 1,42    | 1       |  |  |  |
| | Die Basis                     | Basisdemokratische Partei Deutschlands (dieBasis)                    | 734     | 1,45    | 1       |  |  |  |
| | FDP                           | Freie Demokratische Partei (FDP)                                     | 673     | 1,33    | 1       |  |  |  |
| | Grüne                         | Bündnis 90/Die Grünen (GRÜNE)                                        | 644     | 1,27    | -       |  |  |  |
| |                               | Bündnis für Gerechtigkeit – Wählervereinigung Weißenfels (BfG-WV)    | 301     | 0,59    | -       |  |  |  |
| |                               | Einzelbewerber Mundt                                                 | 279     | 0,55    | -       |  |  |  |
| | Heimat                        | Die Heimat (Heimat)                                                  | 185     | 0,36    | -       |  |  |  |
| Gesamt                                                                                             | Gesamt                        | Gesamt                                                               | 50 761  | 100     | 33      |  |  |  |
| |                               |                                                                      |         |         |         |  |  |  |
| Wahlbeteiligung und Sonstiges                                                                      | Wahlbeteiligung und Sonstiges | Wahlbeteiligung und Sonstiges                                        | Anzahl  | Prozent |         |  |  |  |
| |                               | Wahlberechtigte                                                      | 32 429  | 100     |         |  |  |  |
| |                               | Wähler/Wahlbeteiligung                                               | 17 410  | 53,69   |         |  |  |  |
| |                               | Ungültige Stimmzettel                                                | 316     | 1,82    |         |  |  |  |
| |                               | Gültige Stimmzettel                                                  | 17 094  | 98,18   |         |  |  |  |
| Stand: 10. Juni 2024,                                                                              |                               |                                                                      |         |         |         |  |  |  |
| *Die AfD hat zur Stadtratswahl nur drei Kandidaten aufgestellt, weshalb sieben Sitze leer bleiben. |                               |                                                                      |         |         |         |  |  |  |

- Linke: 2
- SPD: 3
- WW: 5
- BfW: 4
- FDP: 1
- CDU: 12
- UWO: 1
- Basis: 1
- BfL: 1
- AfD: 3

Zur Stadtratswahl kandidierten 14 Parteien und Wählervereinigungen sowie ein Einzelbewerber. Da die Alternative für Deutschland nur drei Kandidaten aufgestellt, aber ausreichend Stimmen für 10 Mandate erhalten hat, bleiben 7 Sitze im Stadtrat unbesetzt.

### Stadtratswahl 2019
Die Wahl zum Stadtrat der Stadt Weißenfels 2019 fand am 26. Mai statt.
Entsprechend sachsen-anhaltischem Kommunalwahlrecht konnte jeder Wähler bis zu drei Stimmen an einen einzelnen Kandidaten vergeben oder seine Stimmen auf mehrere Kandidaten einer oder verschiedener Listen verteilen (siehe auch Kumulieren und Panaschieren).
|                               |                               | |         |         |       |  |  |  |
| Wahlvorschlag                 | Wahlvorschlag                 | Wahlvorschlag                                                                                              | Stimmen | Prozent | Sitze |  |  |  |
|                               | CDU                           | Christlich Demokratische Union Deutschlands (CDU)                                                          | 12 073  | 25,46   | 10    |  |  |  |
|                               | AfD                           | Alternative für Deutschland (AfD)                                                                          | 8 836   | 18,63   | 7     |  |  |  |
|                               |                               | Wir Weißenfelser (WW)                                                                                      | 6 673   | 14,07   | 6     |  |  |  |
|                               | Die Linke                     | Die Linke (DIE LINKE)                                                                                      | 5 827   | 12,29   | 5     |  |  |  |
|                               |                               | Wählergruppe Bürger für Weißenfels/Landgemeinden (BfW/Landgemeinden)                                       | 4 340   | 9,15    | 4     |  |  |  |
|                               | SPD                           | Sozialdemokratische Partei Deutschlands (SPD)                                                              | 4 272   | 9,01    | 4     |  |  |  |
|                               | Grüne                         | Bündnis 90/Die Grünen (GRÜNE)                                                                              | 1 392   | 2,94    | 1     |  |  |  |
|                               | FDP                           | Freie Demokratische Partei (FDP)                                                                           | 1 263   | 2,66    | 1     |  |  |  |
|                               |                               | Bündnis für Gerechtigkeit – Wählervereinigung Weißenfels (BfG-WV)                                          | 1 220   | 2,57    | 1     |  |  |  |
|                               |                               | Partei für Arbeit, Rechtsstaat, Tierschutz, Elitenförderung und basisdemokratische Initiative (Die PARTEI) | 958     | 2,02    | 1     |  |  |  |
|                               | NPD                           | Nationaldemokratische Partei Deutschlands (NPD)                                                            | 564     | 1,19    | -     |  |  |  |
| Gesamt                        | Gesamt                        | Gesamt | 47 418  | 100     | 40    |  |  |  |
|                               |                               | |         |         |       |  |  |  |
| Wahlbeteiligung und Sonstiges | Wahlbeteiligung und Sonstiges | Wahlbeteiligung und Sonstiges                                                                              | Anzahl  | Prozent |       |  |  |  |
|                               |                               | Wahlberechtigte                                                                                            | 34 837  | -       |       |  |  |  |
|                               |                               | Wähler/Wahlbeteiligung                                                                                     | 16 311  | 46,8    |       |  |  |  |
|                               |                               | Ungültige Stimmzettel                                                                                      | 345     | 2,12    |       |  |  |  |
|                               |                               | Gültige Stimmzettel                                                                                        | 15 966  | 97,89   |       |  |  |  |
| Stand: 7. Juni 2019           |                               | |         |         |       |  |  |  |

- Die PARTEI: 1
- Linke: 5
- WW: 6
- Grüne: 1
- SPD: 4
- BfG-WV: 1
- FDP: 1
- BfW: 4
- CDU: 10
- AfD: 7

- Fraktionslos: 2
- DIE LINKE - Die PARTEI: 6
- WW/BfW: 10
- SPD: 4
- CDU/FDP/BfG: 12
- AfD: 6

Zur Kommunalwahl sind im Jahr 2019 elf Parteien/Wählervereinigungen angetreten. Neu im Stadtrat vertreten sind die Wir Weißenfelser mit sechs Mandaten und Die PARTEI mit einem Mandat. Nicht mehr im Stadtrat vertreten ist die rechtsextreme NPD.
Die Wahlbeteiligung nahm bei der Kommunalwahl 2019 um etwa acht Prozent zu und stieg
somit auf 46,8 %
Zum Stadtratsvorsitzenden wurde erneut Jörg Freiwald (Fraktion DIE LINKE) gewählt.
In dieser Legislaturperiode haben sich folgende Fraktionen gebildet:
- CDU/FDP/BfG (12)
- WW/BfW (10)
- AfD (6)
- DIE LINKE (6)
- SPD (4)
- fraktionslos (2)

Der Stadtrat der Grünen hat sich keiner Fraktion angeschlossen. Im Verlauf der Legislaturperiode trat ein Stadtrat aus der CDU/FDP/BfG-Fraktion aus und ist seitdem fraktionslos. Ein Fraktionsmitglied der AfD-Fraktion wechselte nach wiederholt aufkommenden rechtsextremen Auffälligkeiten seiner Fraktionskollegen zur Fraktion der CDU/FDP/BfG.
Die Fraktion DIE LINKE – Die PARTEI benannte sich nach einem Parteiübertritt in DIE LINKE um. Die rechte AfD änderte ihren Namen in „Weißenfelser für Heimat und Familie“ (kurz WHF) um.

### Stadtratswahl 2014
Die Wahl zum Stadtrat der Stadt Weißenfels 2014 fand am 25. Mai statt.
Entsprechend sachsen-anhaltischem Kommunalwahlrecht konnte jeder Wähler bis zu drei Stimmen an einen einzelnen Kandidaten vergeben oder seine Stimmen auf mehrere Kandidaten einer oder verschiedener Listen verteilen (siehe auch Kumulieren und Panaschieren).

Sitzverteilung im Weißenfelser Stadtrat

|                               |                               | |         |         |       |  |  |  |
| Wahlvorschlag                 | Wahlvorschlag                 | Wahlvorschlag                                                                                       | Stimmen | Prozent | Sitze |  |  |  |
|                               | CDU                           | Christlich Demokratische Union Deutschlands (CDU)                                                   | 12 771  | 32,18   | 13    |  |  |  |
|                               |                               | Wählergruppe Bürger für Weißenfels/Landgemeinden (BfW/Landgemeinden)                                | 7 163   | 18,05   | 7     |  |  |  |
|                               | Die Linke                     | Die Linke (DIE LINKE)                                                                               | 6 561   | 16,53   | 7     |  |  |  |
|                               | SPD                           | Sozialdemokratische Partei Deutschlands (SPD)                                                       | 5 599   | 14,11   | 6     |  |  |  |
|                               |                               | Bündnis für Gerechtigkeit – Wählervereinigung Weißenfels (BfG-WV)                                   | 3 290   | 8,29    | 3     |  |  |  |
|                               | NPD                           | Nationaldemokratische Partei Deutschlands (NPD)                                                     | 1 238   | 3,12    | 1     |  |  |  |
|                               | AfD                           | Alternative für Deutschland (AfD)                                                                   | 1 076   | 2,71    | 1     |  |  |  |
|                               | Grüne                         | Bündnis 90/Die Grünen (GRÜNE)                                                                       | 533     | 1,34    | 1     |  |  |  |
|                               | FDP                           | Freie Demokratische Partei (FDP)                                                                    | 479     | 1,21    | 1     |  |  |  |
|                               |                               | Weißenfelser Bürgerbund – Wählergemeinschaft für ein freies, sicheres und demokratisches Weißenfels | 388     | 0,98    | -     |  |  |  |
|                               |                               | Einzelbewerber Reimer                                                                               | 386     | 0,97    | -     |  |  |  |
|                               |                               | Einzelbewerber Turzer                                                                               | 208     | 0,52    | -     |  |  |  |
| Gesamt                        | Gesamt                        | Gesamt                                                                                              | 39 692  | 100     | 40    |  |  |  |
|                               |                               | |         |         |       |  |  |  |
| Wahlbeteiligung und Sonstiges | Wahlbeteiligung und Sonstiges | Wahlbeteiligung und Sonstiges                                                                       | Anzahl  | Prozent |       |  |  |  |
|                               |                               | Wahlberechtigte                                                                                     | 35 438  | -       |       |  |  |  |
|                               |                               | Wähler/Wahlbeteiligung                                                                              | 13 738  | 38,8    |       |  |  |  |
|                               |                               | Ungültige Stimmzettel                                                                               | 323     | 2,4     |       |  |  |  |
|                               |                               | Gültige Stimmzettel                                                                                 | 13 415  | 97,6    |       |  |  |  |
| Stand: 6. Juni 2014           |                               | |         |         |       |  |  |  |

### Stadtratswahl 2009
Die Wahl zum Stadtrat der Stadt Weißenfels 2009 fand am 7. Juni statt.
Entsprechend sachsen-anhaltischem Kommunalwahlrecht konnte jeder Wähler bis zu drei Stimmen an einen einzelnen Kandidaten vergeben oder seine Stimmen auf mehrere Kandidaten einer oder verschiedener Listen verteilen (siehe auch Kumulieren und Panaschieren).
|                               |                               |                                                   |         |         |       |  |  |  |
| Wahlvorschlag                 | Wahlvorschlag                 | Wahlvorschlag                                     | Stimmen | Prozent | Sitze |  |  |  |
|                               | CDU                           | Christlich Demokratische Union Deutschlands (CDU) | 7 719   | 32,9    | 12    |  |  |  |
|                               | Die Linke                     | Die Linke (DIE LINKE)                             | 5 247   | 22,4    | 8     |  |  |  |
|                               |                               | Wählergruppen                                     | 4 962   | 21,1    | 8     |  |  |  |
|                               | SPD                           | Sozialdemokratische Partei Deutschlands (SPD)     | 3 584   | 15,3    | 5     |  |  |  |
|                               | FDP                           | Freie Demokratische Partei (FDP)                  | 1 337   | 5,7     | 2     |  |  |  |
|                               | NPD                           | Nationaldemokratische Partei Deutschlands (NPD)   | 622     | 2,7     | 1     |  |  |  |
| Gesamt                        | Gesamt                        | Gesamt                                            | 23 471  | 100     | 36    |  |  |  |
|                               |                               |                                                   |         |         |       |  |  |  |
| Wahlbeteiligung und Sonstiges | Wahlbeteiligung und Sonstiges | Wahlbeteiligung und Sonstiges                     | Anzahl  | Prozent |       |  |  |  |
|                               |                               | Wahlberechtigte                                   | 24 914  | -       |       |  |  |  |
|                               |                               | Wähler/Wahlbeteiligung                            | 8 053   | 32,3    |       |  |  |  |
|                               |                               | Ungültige Stimmzettel                             | 168     | 2,1     |       |  |  |  |
|                               |                               | Gültige Stimmzettel                               | 7 885   | 97,9    |       |  |  |  |
| Stand: 1. Juni 2010           |                               |                                                   |         |         |       |  |  |  |

### Stadtratswahl 2004
Die Wahl zum Stadtrat der Stadt Weißenfels 2004 fand am 13. Juni statt.
|                               |                               |                                                   |         |         |       |  |  |  |
| Wahlvorschlag                 | Wahlvorschlag                 | Wahlvorschlag                                     | Stimmen | Prozent | Sitze |  |  |  |
|                               | CDU                           | Christlich Demokratische Union Deutschlands (CDU) | 7 366   | 30,3    | 12    |  |  |  |
|                               | PDS                           | Partei des Demokratischen Sozialismus (PDS)       | 5 830   | 24,0    | 10    |  |  |  |
|                               | SPD                           | Sozialdemokratische Partei Deutschlands (SPD)     | 5 066   | 20,8    | 8     |  |  |  |
|                               |                               | Bürger für Weißenfels (BfW)                       | 3 103   | 12,9    | 5     |  |  |  |
|                               | FDP                           | Freie Demokratische Partei (FDP)                  | 1 221   | 5,0     | 2     |  |  |  |
|                               |                               | STATT Partei – DIE UNABHÄNGIGEN (STATT Partei)    | 981     | 4,0     | 2     |  |  |  |
|                               | Freie Wähler                  | Freie Wähler (FW)                                 | 720     | 3,0     | 1     |  |  |  |
| Gesamt                        | Gesamt                        | Gesamt                                            | 24 287  | 100     | 40    |  |  |  |
|                               |                               |                                                   |         |         |       |  |  |  |
| Wahlbeteiligung und Sonstiges | Wahlbeteiligung und Sonstiges | Wahlbeteiligung und Sonstiges                     | Anzahl  | Prozent |       |  |  |  |
|                               |                               | Wahlberechtigte                                   | 25 948  | -       |       |  |  |  |
|                               |                               | Wähler/Wahlbeteiligung                            | 8 693   | 33,37   |       |  |  |  |
|                               |                               | Ungültige Stimmzettel                             | 395     | 1,63    |       |  |  |  |
|                               |                               | Gültige Stimmzettel                               | 8 244   | 98,37   |       |  |  |  |
| Stand: 15. Oktober 2011       |                               |                                                   |         |         |       |  |  |  |

### Stadtratswahl 1999
Die Wahl zum Stadtrat der Stadt Weißenfels 1999 fand am 13. Juni statt.
|                               |                               |                                                   |         |         |       |  |  |  |
| Wahlvorschlag                 | Wahlvorschlag                 | Wahlvorschlag                                     | Stimmen | Prozent | Sitze |  |  |  |
|                               | CDU                           | Christlich Demokratische Union Deutschlands (CDU) | ?       | ?       | 15    |  |  |  |
|                               | SPD                           | Sozialdemokratische Partei Deutschlands (SPD)     | ?       | ?       | 13    |  |  |  |
|                               | PDF                           | Partei des Demokratischen Sozialismus (PDS)       | ?       | ?       | 9     |  |  |  |
|                               | FDP                           | Freie Demokratische Partei (FDP)                  | ?       | ?       | 1     |  |  |  |
|                               |                               | STATT Partei – DIE UNABHÄNGIGEN (STATT Partei)    | ?       | ?       | 1     |  |  |  |
|                               | Freie Wähler                  | Freie Wähler (FW)                                 | ?       | ?       | 1     |  |  |  |
| Gesamt                        | Gesamt                        | Gesamt                                            | ?       | 100     | 40    |  |  |  |
|                               |                               |                                                   |         |         |       |  |  |  |
| Wahlbeteiligung und Sonstiges | Wahlbeteiligung und Sonstiges | Wahlbeteiligung und Sonstiges                     | Anzahl  | Prozent |       |  |  |  |
|                               |                               | Wahlberechtigte                                   | ?       | -       |       |  |  |  |
|                               |                               | Wähler/Wahlbeteiligung                            | ?       | ?       |       |  |  |  |
|                               |                               | Ungültige Stimmzettel                             | ?       | ?       |       |  |  |  |
|                               |                               | Gültige Stimmzettel                               | ?       | ?       |       |  |  |  |
| Stand: 15. Oktober 2011       |                               |                                                   |         |         |       |  |  |  |

## Oberbürgermeisterwahlen

### Oberbürgermeisterwahl 2022
Die Wahl zum Amt des Oberbürgermeisters 2022 fand am 24. April statt. Amtsinhaber Robby Risch stellt sich nicht erneut zur Verfügung.
Es haben sich vier Kandidaten zur Wahl aufstellen lassen: Stadtrat Martin Papke (CDU), der Bürgermeister des Weißenfelser Ortsteils Großkorbetha Bernd Ostermann (SPD), der Stadtrat Veit Richter steht anders als früheren Wahlen für DIE LINKE und CDU nun als parteiloser Kandidat zur Wahl, sowie der Stadtrat Gunter Walther (Bündnis 90/Die Grünen).
Bereits im ersten Wahlgang erhielt Martin Papke die erforderliche Mehrheit von 52,22 % und wurde somit zum Oberbürgermeister der Gesamtstadt Weißenfels gewählt. Die Stichwahl entfiel aufgrund dieses Ergebnisses.
| Endergebnis der Oberbürgermeisterwahl in der Stadt Weißenfels 2022 | Endergebnis der Oberbürgermeisterwahl in der Stadt Weißenfels 2022 | Endergebnis der Oberbürgermeisterwahl in der Stadt Weißenfels 2022 | Endergebnis der Oberbürgermeisterwahl in der Stadt Weißenfels 2022 | Endergebnis der Oberbürgermeisterwahl in der Stadt Weißenfels 2022 | Endergebnis der Oberbürgermeisterwahl in der Stadt Weißenfels 2022 | Endergebnis der Oberbürgermeisterwahl in der Stadt Weißenfels 2022 |
| ------------------------------------------------------------------ | ------------------------------------------------------------------ | ------------------------------------------------------------------ | ------------------------------------------------------------------ | ------------------------------------------------------------------ | ------------------------------------------------------------------ | ------------------------------------------------------------------ |
|                                                                    |                                                                    |                                                                    |                                                                    |                                                                    |                                                                    |                                                                    |
| Bewerber                                                           | Bewerber                                                           | Bewerber                                                           | Hauptwahl                                                          | Hauptwahl                                                          | Gewählt                                                            |                                                                    |
| Bewerber                                                           | Bewerber                                                           | Bewerber                                                           | Stimmen                                                            | Prozent                                                            | Gewählt                                                            |                                                                    |
|                                                                    |                                                                    | Martin Papke                                                       | 5 493                                                              | 52,22                                                              | Grünes Häkchensymbol für ja                                        |                                                                    |
|                                                                    |                                                                    | Bernd Ostermann                                                    | 1 801                                                              | 17,12                                                              |                                                                    |                                                                    |
|                                                                    | EB                                                                 | Veit Richter                                                       | 2 918                                                              | 27,74                                                              |                                                                    |                                                                    |
|                                                                    |                                                                    | Gunter Walther                                                     | 307                                                                | 2,92                                                               |                                                                    |                                                                    |
|                                                                    |                                                                    |                                                                    |                                                                    |                                                                    |                                                                    |                                                                    |
| Wahlbeteiligung und Sonstiges                                      | Wahlbeteiligung und Sonstiges                                      | Wahlbeteiligung und Sonstiges                                      | Hauptwahl                                                          | Hauptwahl                                                          |                                                                    |                                                                    |
| Wahlbeteiligung und Sonstiges                                      | Wahlbeteiligung und Sonstiges                                      | Wahlbeteiligung und Sonstiges                                      | Anzahl                                                             | Prozent                                                            |                                                                    |                                                                    |
|                                                                    |                                                                    | Wahlberechtigte                                                    | 34 021                                                             | -                                                                  |                                                                    |                                                                    |
|                                                                    |                                                                    | Wähler/Wahlbeteiligung                                             | 10 607                                                             | 31,2                                                               |                                                                    |                                                                    |
|                                                                    |                                                                    | Ungültige Stimmzettel                                              | 86                                                                 | 0,82                                                               |                                                                    |                                                                    |
|                                                                    |                                                                    | Gültige Stimmzettel                                                | 10 519                                                             | 99,18                                                              |                                                                    |                                                                    |
| Stand: 24. April 2022                                              |                                                                    |                                                                    |                                                                    |                                                                    |                                                                    |                                                                    |

### Oberbürgermeisterwahl 2015
Die Wahl zum Amt des Oberbürgermeisters 2015 fand am 19. April (Hauptwahl) sowie am 10. Mai (Stichwahl) statt.
| Endergebnis der Oberbürgermeisterwahl in der Stadt Weißenfels 2015 | Endergebnis der Oberbürgermeisterwahl in der Stadt Weißenfels 2015 | Endergebnis der Oberbürgermeisterwahl in der Stadt Weißenfels 2015 | Endergebnis der Oberbürgermeisterwahl in der Stadt Weißenfels 2015 | Endergebnis der Oberbürgermeisterwahl in der Stadt Weißenfels 2015 | Endergebnis der Oberbürgermeisterwahl in der Stadt Weißenfels 2015 | Endergebnis der Oberbürgermeisterwahl in der Stadt Weißenfels 2015 | Endergebnis der Oberbürgermeisterwahl in der Stadt Weißenfels 2015 | Endergebnis der Oberbürgermeisterwahl in der Stadt Weißenfels 2015 |
| ------------------------------------------------------------------ | ------------------------------------------------------------------ | ------------------------------------------------------------------ | ------------------------------------------------------------------ | ------------------------------------------------------------------ | ------------------------------------------------------------------ | ------------------------------------------------------------------ | ------------------------------------------------------------------ | ------------------------------------------------------------------ |
|                                                                    |                                                                    |                                                                    |                                                                    |                                                                    |                                                                    |                                                                    |                                                                    |                                                                    |
| Bewerber                                                           | Bewerber                                                           | Bewerber                                                           | Hauptwahl                                                          | Hauptwahl                                                          | Stichwahl                                                          | Stichwahl                                                          | Gewählt                                                            |                                                                    |
| Bewerber                                                           | Bewerber                                                           | Bewerber                                                           | Stimmen                                                            | Prozent                                                            | Stimmen                                                            | Prozent                                                            | Gewählt                                                            |                                                                    |
|                                                                    | EB                                                                 | Frank Albrecht                                                     | 339                                                                | 2,9                                                                | -                                                                  | -                                                                  |                                                                    |                                                                    |
|                                                                    | BfW/LG                                                             | Johannes Drewitz                                                   | 1914                                                               | 16,2                                                               | -                                                                  | -                                                                  |                                                                    |                                                                    |
|                                                                    | Die Linke                                                          | Jörg Freiwald                                                      | 2 117                                                              | 17,9                                                               | 2 876                                                              | 35,1                                                               |                                                                    |                                                                    |
|                                                                    | EB                                                                 | Steve Homberg                                                      | 834                                                                | 7,0                                                                | -                                                                  | -                                                                  |                                                                    |                                                                    |
|                                                                    | EB                                                                 | Robby Risch                                                        | 4 806                                                              | 40,6                                                               | 5 316                                                              | 64,9                                                               | Grünes Häkchensymbol für ja                                        |                                                                    |
|                                                                    | EB                                                                 | Christine Schubert                                                 | 1 839                                                              | 15,5                                                               | -                                                                  | -                                                                  |                                                                    |                                                                    |
|                                                                    |                                                                    |                                                                    |                                                                    |                                                                    |                                                                    |                                                                    |                                                                    |                                                                    |
| Wahlbeteiligung und Sonstiges                                      | Wahlbeteiligung und Sonstiges                                      | Wahlbeteiligung und Sonstiges                                      | Hauptwahl                                                          | Hauptwahl                                                          | Stichwahl                                                          | Stichwahl                                                          |                                                                    |                                                                    |
| Wahlbeteiligung und Sonstiges                                      | Wahlbeteiligung und Sonstiges                                      | Wahlbeteiligung und Sonstiges                                      | Anzahl                                                             | Prozent                                                            | Anzahl                                                             | Prozent                                                            |                                                                    |                                                                    |
|                                                                    |                                                                    | Wahlberechtigte                                                    | 35 270                                                             | -                                                                  | 35 272                                                             | -                                                                  |                                                                    |                                                                    |
|                                                                    |                                                                    | Wähler/Wahlbeteiligung                                             | 11 952                                                             | 33,9                                                               | 8 270                                                              | 23.4                                                               |                                                                    |                                                                    |
|                                                                    |                                                                    | Ungültige Stimmzettel                                              | 103                                                                | 0,9                                                                | 78                                                                 | 0,9                                                                |                                                                    |                                                                    |
|                                                                    |                                                                    | Gültige Stimmzettel                                                | 11 849                                                             | 99,1                                                               | 8 192                                                              | 99,1                                                               |                                                                    |                                                                    |
| Stand: 12. Juni 2015                                               |                                                                    |                                                                    |                                                                    |                                                                    |                                                                    |                                                                    |                                                                    |                                                                    |

### Oberbürgermeisterwahl 2008
Die Wahl zum Amt des Oberbürgermeisters 2008 fand am 27. April (Hauptwahl) sowie am 18. Mai (Stichwahl) statt.
| Endergebnis der Oberbürgermeisterwahl in der Stadt Weißenfels 2008 | Endergebnis der Oberbürgermeisterwahl in der Stadt Weißenfels 2008 | Endergebnis der Oberbürgermeisterwahl in der Stadt Weißenfels 2008 | Endergebnis der Oberbürgermeisterwahl in der Stadt Weißenfels 2008 | Endergebnis der Oberbürgermeisterwahl in der Stadt Weißenfels 2008 | Endergebnis der Oberbürgermeisterwahl in der Stadt Weißenfels 2008 | Endergebnis der Oberbürgermeisterwahl in der Stadt Weißenfels 2008 | Endergebnis der Oberbürgermeisterwahl in der Stadt Weißenfels 2008 | Endergebnis der Oberbürgermeisterwahl in der Stadt Weißenfels 2008 |
| ------------------------------------------------------------------ | ------------------------------------------------------------------ | ------------------------------------------------------------------ | ------------------------------------------------------------------ | ------------------------------------------------------------------ | ------------------------------------------------------------------ | ------------------------------------------------------------------ | ------------------------------------------------------------------ | ------------------------------------------------------------------ |
|                                                                    |                                                                    |                                                                    |                                                                    |                                                                    |                                                                    |                                                                    |                                                                    |                                                                    |
| Bewerber                                                           | Bewerber                                                           | Bewerber                                                           | Hauptwahl                                                          | Hauptwahl                                                          | Stichwahl                                                          | Stichwahl                                                          | Gewählt                                                            |                                                                    |
| Bewerber                                                           | Bewerber                                                           | Bewerber                                                           | Stimmen                                                            | Prozent                                                            | Stimmen                                                            | Prozent                                                            | Gewählt                                                            |                                                                    |
|                                                                    | Die Linke                                                          | Jörg Freiwald                                                      | 1 471                                                              | 15,5                                                               | -                                                                  | -                                                                  |                                                                    |                                                                    |
|                                                                    | EB                                                                 | Stephan Gutjahr                                                    | 149                                                                | 1,6                                                                | -                                                                  | -                                                                  |                                                                    |                                                                    |
|                                                                    | CDU                                                                | Manfred Rauner                                                     | 3 828                                                              | 40,3                                                               | 3 826                                                              | 48,7                                                               |                                                                    |                                                                    |
|                                                                    | EB                                                                 | Jörg Riemer                                                        | 921                                                                | 9,7                                                                | -                                                                  | -                                                                  |                                                                    |                                                                    |
|                                                                    | BfW                                                                | Robby Risch                                                        | 2 032                                                              | 21,4                                                               | 4 026                                                              | 51,3                                                               | Grünes Häkchensymbol für ja                                        |                                                                    |
|                                                                    | EB                                                                 | Clemens Schwalbe                                                   | 1 088                                                              | 11,5                                                               | -                                                                  | -                                                                  |                                                                    |                                                                    |
|                                                                    |                                                                    |                                                                    |                                                                    |                                                                    |                                                                    |                                                                    |                                                                    |                                                                    |
| Wahlbeteiligung und Sonstiges                                      | Wahlbeteiligung und Sonstiges                                      | Wahlbeteiligung und Sonstiges                                      | Hauptwahl                                                          | Hauptwahl                                                          | Stichwahl                                                          | Stichwahl                                                          |                                                                    |                                                                    |
| Wahlbeteiligung und Sonstiges                                      | Wahlbeteiligung und Sonstiges                                      | Wahlbeteiligung und Sonstiges                                      | Anzahl                                                             | Prozent                                                            | Anzahl                                                             | Prozent                                                            |                                                                    |                                                                    |
|                                                                    |                                                                    | Wahlberechtigte                                                    | 25 185                                                             | -                                                                  | 25 190                                                             | -                                                                  |                                                                    |                                                                    |
|                                                                    |                                                                    | Wähler/Wahlbeteiligung                                             | 9 575                                                              | 38                                                                 | 7 919                                                              | 31,4                                                               |                                                                    |                                                                    |
|                                                                    |                                                                    | Ungültige Stimmzettel                                              | 86                                                                 | 0,9                                                                | 67                                                                 | 0,8                                                                |                                                                    |                                                                    |
|                                                                    |                                                                    | Gültige Stimmzettel                                                | 9 489                                                              | 99,1                                                               | 7 852                                                              | 99,2                                                               |                                                                    |                                                                    |
| Stand: 1. Juni 2010                                                |                                                                    |                                                                    |                                                                    |                                                                    |                                                                    |                                                                    |                                                                    |                                                                    |